# Kebon (Tebing Tinggi)
Kebon is een bestuurslaag in het regentschap Empat Lawang van de provincie Zuid-Sumatra, Indonesië. Kebon telt 1385 inwoners (volkstelling 2010).